# Абе Губеня
Абе́ Губе́ня (*1934 — †1980) — ефіопський письменник. Писав на амхарській та англійській мовах.
В 1962 році опублікував п'єсу «Патріс Лумумба». Автор гостросоціальних творів — п'єса «Дикунка» (1964), роман «Мелькам — вогняний меч» (1964), повість «Виклик кинутий» (1975, російський переклад 1982), в яких відображені настрої радикального крила ефіопської інтелігенції до національної революції 1974 року. Роман «Я не хочу народжуватись» (1963), який показує недоліки феодального ладу, був заборонений імператорською цензурою.